# John Dillingham Dodson
John Dillingham Dodson, född 1879 i Allen County i Kentucky, död 1955 i Warren County, Kentucky var en amerikansk psykolog. År 1908 framlade han Yerkes-Dodsons lag tillsammans med Robert Yerkes. Den handlar om motivation och vanor.
Dodson erhöll en master-examen från Harvard University och blev den första som fick filosofie doktorsgraden från psykologiinstitutionen vid University of Minnesota. Hans liv efter publicerandet av den tidiga artikeln tillsammans med Yerkes var okänt och efterforskades mellan 1921 och 2001. Senare forskning visar att han tillbringade en stor del av sitt akademiska liv som lärare vid Bowling Green College of Commerce, senare en del av Western Kentucky University.